# Máriahalom
Máriahalom is een plaats (község) en gemeente in het Hongaarse comitaat Komárom-Esztergom. Máriahalom telt 667 inwoners (2001).